# Felipe del Río Crespo
Felipe del Río Crespo (Nueva Montaña, Santander, 9 de septiembre de 1912 - Lamiaco, Vizcaya, 22 de abril de 1937) fue un piloto militar español y As de aviación durante la Guerra civil española. Destacó durante las operaciones en el Frente Norte, convirtiéndose en jefe de la a veces llamada "Escuadrilla vasca".

## Biografía
Nacido en la entonces provincia de Santander, se hizo piloto civil y cuando fue llamado a filas se integró en la Aeronáutica Militar, siendo destinado a Cuatro Vientos. A finales de 1933 obtuvo su título de piloto militar. A pesar de ser santanderino, desde su infancia residió en Bilbao.
Del Río se encontraba en Bilbao cuando estalló la Guerra civil, uniéndoese a la Aviación gubernamental. Durante los primeros tiempos voló con los viejos Breguet 19 y más tarde con los Polikarpov I-15 «Chatos» de fabricación soviética. Del Río y otros pilotos republicanos llegaron a formar una escuadrilla de «Chatos» que operó en el Frente Norte, junto a pilotos como Zarauza o Comas. El 15 de abril de 1937, Del Río obtuvo un importante éxito operando sobre Bilbao cuando derribó a un Dornier Do 17, un bombardero relativamente moderno que hasta entonces se había mantenido inexpugnable debido a su velocidad. Algunas fuentes apuntan que el 20 de abril fue derribado por la artillería antiaérea del destructor republicano José Luis Díez, señalando incorrectamente que falleció en esta acción. En la actualidad se sabe que fue abatido mortalmente el 22 de abril, durante un combate con aviones de la Legión Cóndor sobre el aeródromo de Lamiaco.
En total llegó a tener 7 victorias, la última de ellas un Junkers Ju 86 derribado mientras bombardeaba Bilbao. En el momento de fallecer ostentaba el rango de capitán.